# Zonnenroosjesmeeldauw
De zonnenroosjesmeeldauw (Leveillula taurica) is een echte meeldauw die behoort tot de familie Erysiphaceae. Hij leeft breed polyfaag op verschillende plantensoorten.

## Kenmerken
Het mycelium komt aan twee kanten van het blad voor en is wit. Hyfen dicht met elkaar verweven, kort, onduidelijk vertakt, kleurloos tot olijfbruin. Appressoria (kleine orgaantjes die de schimmel helpen vast te hechten) zijn enkel of meervoudig gelobd en tepelvormig. conidioforen zijn langwerpig en dun. Cleistothecia meestal verspreid, minder vaak in groepen, vaak enigszins ingebed in het dichte oppervlakkige mycelium. Ze hebben een diameter van 135-250 μm, zijn bolvormig en hol als ze volwassen zijn. De wand bestaat uit veelhoekige cellen met een diameter tot 10 μm. Cleistothecia bevatten 20 asci. De asci zijn 2-sporig en meten 70–110 × 25–40 μm. Ascosporen zijn cilindrisch tot peervormig, soms licht gebogen, variabel in grootte en meten 25–40 x 12–22 μm.

## Waardplanten
Hij komt voor op een heel scala aan planten waaronder gewoon varkensgras.

## Foto's

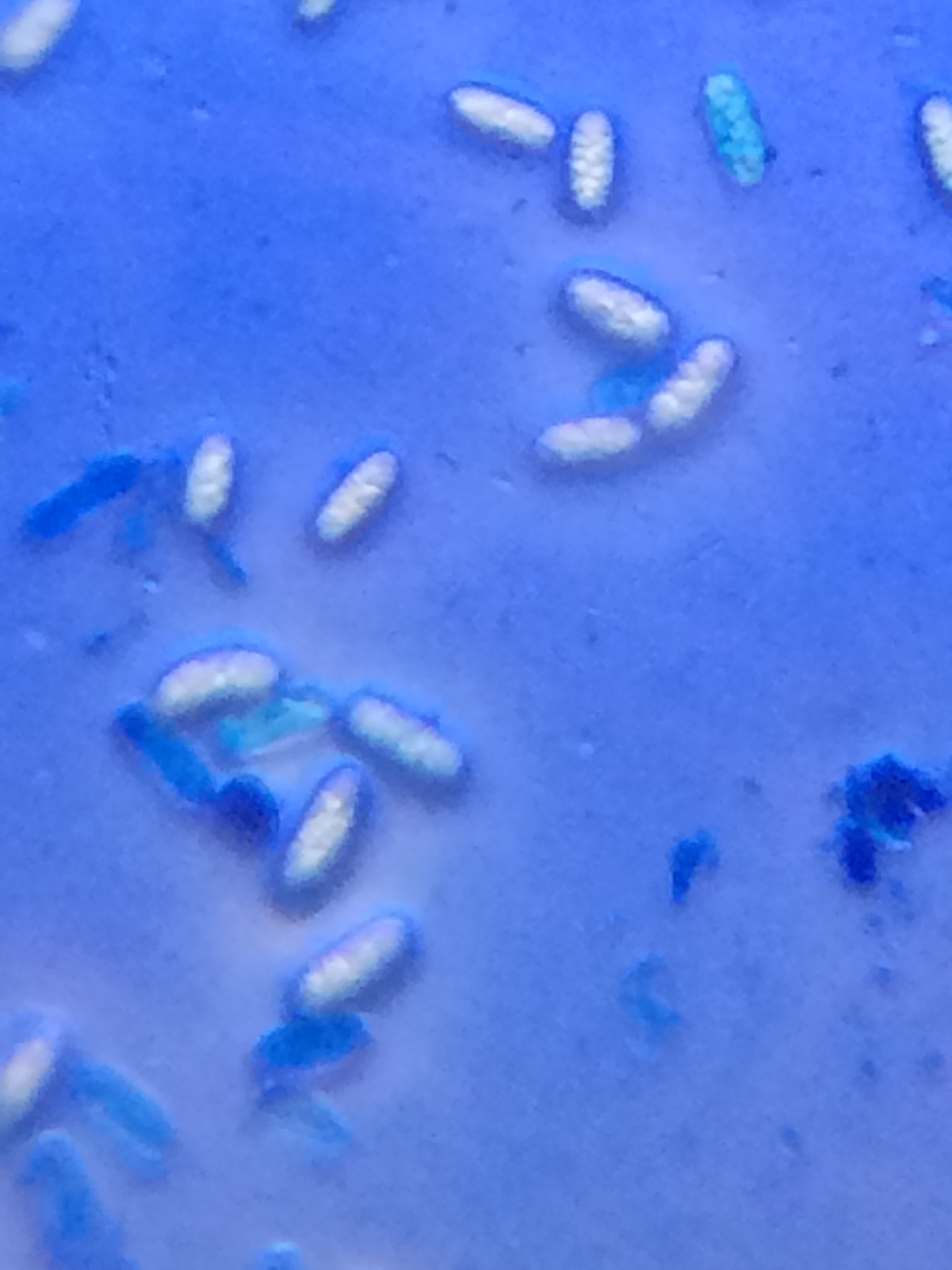
Sporen
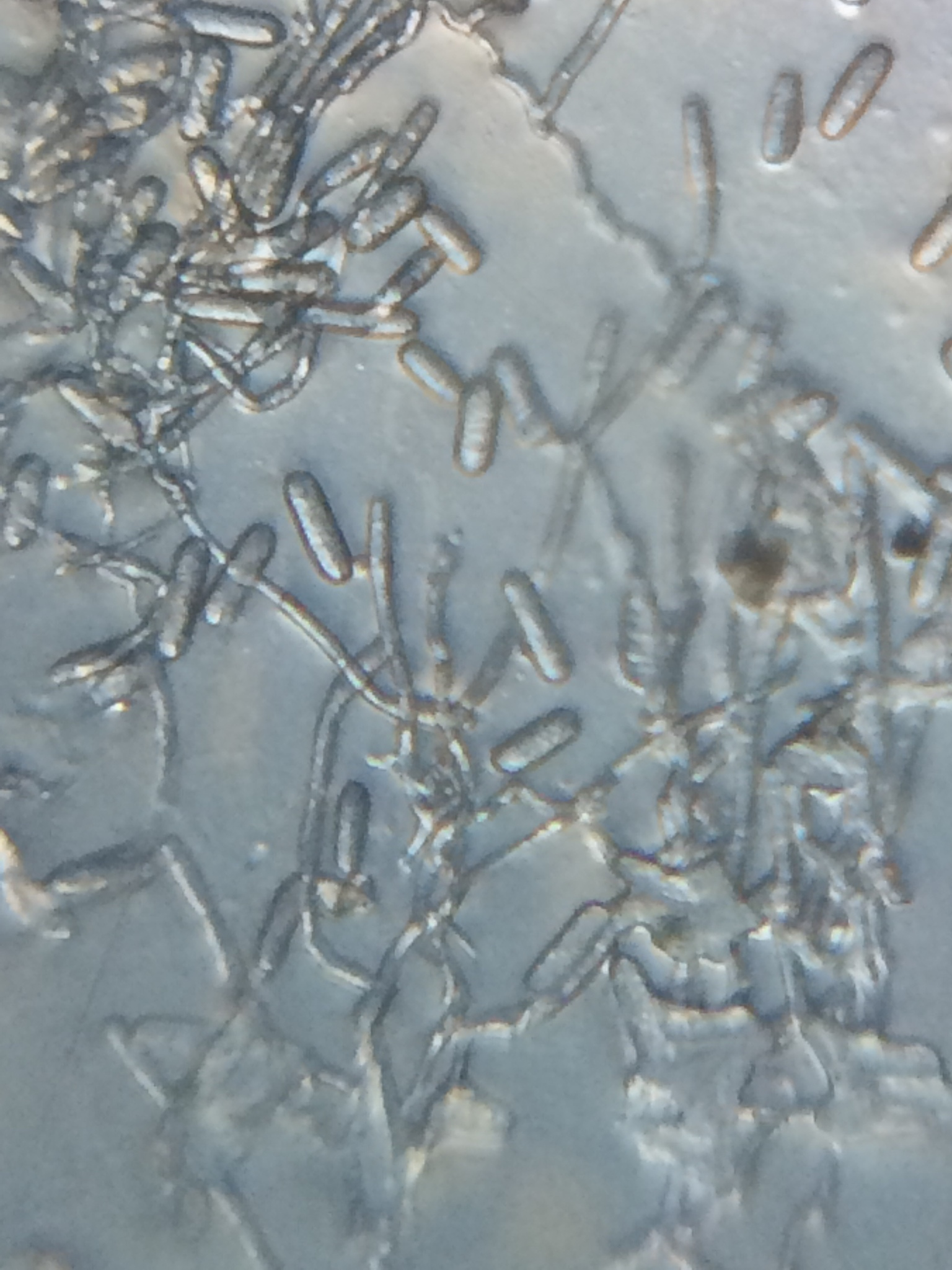